# Бюркель, Йозеф
Йозеф Бюркель (нем. Josef Bürckel; 30 марта 1895, Лингенфельд, (Пфальц) — 28 сентября 1944, Нойштадт-ан-дер-Вайнштрасе) — деятель нацистского режима, гауляйтер, обергруппенфюрер СС (30.01.1942).

## Биография
Сын ремесленника, католик. В 1909—1914 годах учился в педагогическом училище в Шпайере. В 1914—1918 годах участвовал в Первой мировой войне добровольцем. В 1920 году сдал государственные экзамены и работал учителем.
В 1921 вступил в одну из национал-социалистических групп. В 1923 участвовал в мероприятиях нацистов против сепаратистского движения в Пфальце. При повторном основании НСДАП в 1925 он вступил в эту партию. В 1926 избран гауляйтером Рейнланд-Пфальца.
После присоединения Саарской области к Германии Гитлер назначил Бюркеля комиссаром по гау Саар. В 1935 году Саар и Рейнланд-Пфальц были объединены в один гау Саарпфальц, который, в свою очередь, в 1942 был объединён с Лотарингией в рейхсгау Вестмарк. Руководство гау находилось в городе Нойштадт-ан-дер-Вайнштрассе, с 1940 Саарбрюккен. Бюркель оставался в должности гауляйтера до своей смерти в 1944 г.
В 1936 году ему присвоено звание обергруппенфюрера СА, в 1937 — группенфюрера СС. С 1930 — член рейхстага, с 1934 — саарский уполномоченный имперского правительства, с 1935 — рейхскомиссар по возвращению Саара, затем с 1936 рейхскомиссар по Саару.
В 1938 получил задание реорганизовать запрещённую в Австрии нацистскую партию и подготовить почву для австрийского плебисцита по вопросу об аншлюсе. После аншлюса назначен рейхскомиссаром по возвращению Австрии в состав рейха, а с 1939 — государственный штатгальтер в Австрии (Остмарке). В 1939 назначен имперским комиссаром обороны по военному округу XVII, а с 1940 — начальник гражданской администрации Лотарингии, с 1941 имперский штатгальтер Вестмарка. В Лотарингии он организовал депортацию прибывших в область после 1918 французских семей и «элементов, дружественных Франции», во «внутреннюю Францию» (то есть на территории, не аннексированные гитлеровской Германией). 22 октября 1940, в рамках так называемой акции «Вагнера — Бюркеля», он распорядился о высылке всех евреев в концлагерь в неоккупированной зоне Режима Виши. С 30.01.1942 обергруппенфюрер СС.
Умер 28 сентября 1944 от ряда болезней на фоне ослабленного иммунитета и полного истощения в результате работы на износ. Существует версия о его самоубийстве (не имеющая, впрочем, достаточных доказательств).

## Награды
- Крест военных заслуг 1-й степени с мечами
- Крест военных заслуг 2-й степени с мечами
- Золотой партийный знак НСДАП
- Медаль За выслугу лет в НСДАП в бронзе и серебре
- Германский орден (3.10.1944)
- Кольцо «Мёртвая голова»
- Почетная сабля рейхсфюрера СС